# Marina Golbahari
Marina Golbahari (znana również jako Marina Gulbahari, ur. w 1989 roku w Kabulu w Afganistanie) – afgańska aktorka. 
Doceniona za film Osama, w którym zagrała główną rolę. Reżyser, Siddiq Barmak, znalazł ją na ulicy żebrzącą. Dobre recenzje i dwie nagrody w kategorii najlepszej aktorki, przyniosły jej kolejne role, w tym film o niej samej.

## Filmografia
- 2003: Osama jako Osama
- 2003: Marina (film dokumentalny) jako ona sama
- 2004: Kurbani jako córka
- 2006: Zolykha's Secret
- 2008: Opium War jako szalona dziewczyna
- 2010: Act of Dishonour jako Mena
- 2013: KhakoMarjan jako Gisou

## Nagrody
- 2003: Molodist International Film Festival – najlepsza młodociana aktorka, za film Osama
- 2004: Cinemanila International Film Festival – najlepsza aktorka, za film Osama